# 2nd to None
2nd to None è un album discografico compilation Greatest Hits del popolare cantante statunitense Elvis Presley. Il disco venne pubblicato il 7 ottobre 2003 dalla RCA come seguito dell'acclamata raccolta ELV1S: 30 #1 Hits uscita l'anno precedente.

## Il disco
L'album include i singoli di Elvis da primo posto in classifica che non erano stati inclusi nella raccolta precedente a causa dello spazio, altri brani famosi dell'artista, la traccia inedita I'm a Roustabout, ed un remix di Rubberneckin' ad opera di Paul Oakenfold, incluso con la speranza di riscuotere lo stesso clamoroso successo del remix di A Little Less Conversation dell'anno prima.
Sebbene non riscosse il medesimo successo della raccolta precedente, 2nd to None raggiunse la top 10 in circa nove Paesi ottenendo vendite lusinghiere.

### Produzione, copertina, e packaging
Diversamente da ELV1S, 2nd to None non venne prodotta da David Bendeth. Della produzione si occuparono Ernst Mikael Jorgensen e Ray Bardani. Bardani si occupò anche del mixaggio delle canzoni con l'assistenza di Matt Snedecor.
La grafica e il design delle versioni europea ed americana della compilation sono diversi. La versione per il mercato statunitense è molto simile a quella della precedente raccolta ELV1S. La versione europea, invece, si discosta molto da quella di ELV1S e consiste in una foto di Elvis con il numero 2 su sfondo nero.

## Tracce
1. That's All Right, Mama
2. I Forgot to Remember to Forget
3. Blue Suede Shoes
4. I Want You, I Need You, I Love You
5. Love Me
6. Mean Woman Blues
7. Loving You
8. Treat Me Nice
9. Wear My Ring Around Your Neck
10. King Creole
11. Trouble
12. I Got Stung
13. I Need Your Love Tonight
14. A Mess of Blues
15. I Feel So Bad
16. Little Sister
17. Rock-A-Hula Baby
18. Bossa Nova Baby
19. Viva Las Vegas
20. If I Can Dream
21. Memories
22. Don't Cry Daddy
23. Kentucky Rain
24. You Don't Have to Say You Love Me
25. An American Trilogy
26. Always on My Mind
27. Promised Land
28. Moody Blue
29. I'm a Roustabout (previously unreleased bonus track)
30. Rubberneckin' (Paul Oakenfold Remix - Radio Edit)

Bonus tracks
1. Rubberneckin' (Paul Oakenfold Remix) (12" version)
2. Rubberneckin' (Original version)